# Маршалска Острва
Маршалска Острва (марш. Aorōkin M̧ajeļ, енгл. Marshall Islands), или скраћено Маршали, званично Република Маршалска Острва (марш. Aolepān Aorōkin M̧ajeļ, енгл. Republic of the Marshall Islands) острвска су република у централном Пацифику, у региону Микронезије. Састоје се од 29 атолских острва (Радакова и Раликова острва). Највеће острво је Квајелин, а сигурно најпознатије Бикини, на којем су САД извршиле прву пробу нуклеарне бомбе. Главни град је Маџуро, који се налази на истоименом острву. Површина острва је 181 km², где живи око 60.000 становника. Религија је хришћанска 97% (протестанти) и бахаи 2%. Службени језик је енглески, а поред њега говори се и маршалским са локални дијалектима раликом и радаком. Монета је амерички долар.
Острва се поморски граниче са острвом Вејк на северу, Кирибатима на југоистоку, Науруом на југу и Федеративним државама Микронезије на западу. Око 52,3% становника Маршалских Острва (27.797 према попису становништва из 2011. године) живи на Маџуру. У 2016. години 73,3% становништва је било дефинисано као „урбано”. УН такође указују на густину насељености од 295 по km² (765 људи по mi2), а предвиђена популација за 2020. годину је била 59.190.
Микронезијски колонисти су досегли Маршалска острва кануима око 2. миленијума пре нове ере, а међуострвска пловидба је била могућа користећи традиционалне карате од штапића. На крају су се овде настанили. Острва обог архипелага су Европљани први пут истражили током 1520-их година, почев од Фердинанда Магелана, португалског истраживача у служби Шпаније, Хуана Себастијана Елкана и Мигуела де Саведре. Шпански истраживач Алонсо де Салазар известио је да је видео овај атол у августу 1526. године. Уследиле су и друге експедиције шпанских и енглеских бродова. Острва су добила име по Џону Маршалу, који их је посетио 1788. године. Становници су острва историјски познавали као „џолет џен Аниџ” (Божији дарови).
Америчка влада је 1965. године формирала Конгрес Микронезије, план за повећану самоуправу пацифичких острва. Управа територије пацифичким острва је пружила независност Маршаловим Острвима 1979. године, чији су устав и председник (Амата Кабуа) формално признале САД. Потпуни суверенитет или самоуправа постигнути су Споразумом о слободном удруживању са Сједињеним Државама. Маршалска острва су члан Тихоокеанске заједнице (SPC) од 1983. године, а држава чланица Уједињених нација од 1991. Политички гледано, Маршалска острва су парламентарна република са извршним председништвом у слободном удруживању са Сједињеним Државама, при чему САД пружају одбрану, субвенције и приступ агенцијама са седиштем у САД-у, попут Федералне комисије за комуникације и Поштанске службе Сједињених Држава. Уз мало природних ресурса, богатство острва заснива се на услужној економији, као и делом на риболову и пољопривреди; помоћ Сједињених Држава представља велики проценат бруто домаћег производа острва. Земља користи амерички долар као своју валуту. У 2018. години такође су најављени планове за нову криптовалуту која ће се користити као законско средство плаћања.
Већина грађана Републике Маршалских острва, формиране 1982. године, пореклом су из тог региона, мада постоји и мали број досељеника из Сједињених Држава, Кине, Филипина и других пацифичких острва. Два службена језика су маршалски (који је један од океанских језика) и енглески. Готово целокупно становништво острва практикује неку религију: три четвртине земље следи било Уједињену Христову цркву, која је конгрегациона на Маршалским острвима (UCCCMI) или Божју скупштину.

## Историја
Године 1526. острва је окупирала Шпанија, све до 1885, када их је преузела Немачка. На почетку Првог светског рата, контролу је преузео Јапан, да би на крају, 1944. САД окупирале територију и ставиле их под своју власт. Званично 1947, Маршалска острва постају прекоморска територија САД, да би 1979. добили самосталност.

## Географија

### Положај
Острва заузимају површину од 181 km². Смештена су у средишњем делу Тихог океана. Најближи суседи Маршалских острва су Хаваји и Фиџи. Маршалска Острва састоје се од 34 коралска атола и 867 спрудова у источној Микронезији. На већини доминира корална низија. Главни град државе је Маџуро, у којем, према подацима из 2004. године, живе 25.000 становника.

### Клима
На Маршалским острвима влада тропска, океанска клима.

## Становништво
Према попису из 2002. године, на острвима је живело 52.000 становника, а просечна густина насељености износи 303 становника на km². Од етничких група доминира микронезијска, а главни језици у држави су енглески и маршалски (оба службена), а поред њих и јапански. Када се говори о религији, становници су углавном хришћани - протестанти.

## Политика
По државном уређењу Маршалска Осрва су парламентарна демократска држава. Према споразуму, САД су одговорне за безбедност острва. На острвима Бикини и Ениветоку налази се нуклеарни полигон војске САД.

### Полигон за нуклеарне пробе на атолу Бикини
После Другог светског рата, 1946. године, острва и лагуна Бикини атола, који се налази у саставу Маршалских острва, били место 23 нуклеарне пробе које су Сједињене Америчке Државе извршиле до 1958. Због тога су становници овог атола присилно пресељени.

## Привреда
Од индустрије најзаступљеније су пољопривреда и туризам. Кокосов орах и банане представљају главне усеве, а од осталих ресурса, држава производи и извози рибу и шкољке. Радно способно становништво броји 9500 људи, а незапосленост, према подацима из 1997. године, обухвата 12% укупног становништва. Подаци из 2001. године кажу да држава извози робу у вредности од 7,3 мил. УСД, и то махом кокосов орах, рибу и шкољке, а увози робу у вредности од 68,2 мил. УСД. Главни производи које увози јесу храна, машинска опрема и гориво. Главни економски партнери Маршалских Острва су САД, Јапан и Аустралија.
Новчана јединица Маршалских Острва је амерички долар. Бруто национални доходак, према подацима из 2001. године износи 102 мил. УСД, а приход по глави становника 1960 УСД. Инфлација је 2001. године износила 2%.

### Саобраћај
Цивилна лука Маршалских Острва је Маџуро. У држави постоје 23 локална аеродрома и међународни аеродром Маџуро.

## Здравство
Просечни животни век становништва износи 77 године за мушкарце, а 73 година за жене. Број рођених (на 1000 становника) износи 22, а број умрлих (на 100 становника) 4. Природни прираштај износи 1,3%. Смртност новорођенчади (на 1000 живорођених) је 21,1.

## Образовање
Проценат писмености је 2011. године износио 98,3%, а приступ интернету има свега 38,7% становништва.